# Futbol Club Barcelona hockey sobre patines 1957
Questa voce raccoglie le informazioni riguardanti il Futbol Club Barcelona hockey sobre patines nelle competizioni ufficiali della stagione 1957.

## Risultati

### Coppa del Generalissimo
| Gior. | Incontro              | Risultato |
| ----- | --------------------- | --------- |
| FI    | Espanyol - Barcellona | 4 - 1     |

## Rosa 1957

### Giocatori
| N° | Naz.              | Ruolo | Sportivo                 | Anno | Alt. | Peso |
| -- | ----------------- | ----- | ------------------------ | ---- | ---- | ---- |
|    | Spagna (bandiera) | P     | Marti Colet Vivancos     | 1932 |      |      |
|    | Spagna (bandiera) | E     | Josep Lorente I Miralles | 1932 |      |      |
|    | Spagna (bandiera) | E     | Marco                    |      |      |      |
|    | Spagna (bandiera) | E     | Joan Orpinell Queralto   | 1932 |      |      |
|    | Spagna (bandiera) | E     | Fernando Perez           |      |      |      |
|    | Spagna (bandiera) | E     | Agustin Vilar Capdevila  | 1936 |      |      |

### Staff
- 1º Allenatore:
- 2º Allenatore:
- Meccanico: